# Санти-сиссетон
Санти-сиссетон — один из основных диалектов языка сиу (лакота-дакота), распространённый в северной части США и в южной части Канады. В свою очередь, разделяется на две близкородственных подразновидности: санти и сиссетон, по которым он и получил своё название.

## Социолингвистика
Как и у многих других индейских языков и, в частности, других диалектов сиу, численность носителей санти-сиссетона крайне мала и уменьшается. Регулярно им пользуется лишь старшее поколение, в то время как молодёжь либо предпочитает использовать вместо него английский, либо вовсе не знает (2007). 
Носители разных подразновидностей санти-сиссетона проживают на разных территориях, не пересекаясь друг с другом.
Санти: Манитоба - резервации Бёрдтейл, Оук-Лейк; Южная Дакота - резервация Фландро; Небраска - резервация Санти; Миннесота - резервации Лоуэр-Сиу, Аппер-Сиу, Прайор-Лейк, Прейри-Айленд.
Сиссетон: Северная Дакота - резервация Девилс-Лейк; Саскачеван - резервации Муз-Вудс, Сиу-Вапетон.

## Степень свободы выражения грамматических значений
Санти-сиссетон считается синтетическим ("слабо  полисинтетическим") агглютинативным (со склонностью к фузии) языком.
| (1) | y-ni-kte-pi             |
|     | 1pl.excl-2sg-убивать-pl |
|     | "Мы убиваем тебя"       |

### Характер границы между морфемами
Несмотря на то что санти-сиссетон считается агглютинативным, имеет место точка зрения, рассматривающая способ образования финитных форм некоторых глаголов как фузионный.
| (2a) | iŝkola                                                  |
|      | быть_столь_же_маленьким                                 |
| (2b) | i-ni-ma-ŝkola                                           |
|      | быть_столь_же_маленьким-2sg-1sg-быть_столь_же_маленьким |
|      | "Ты такой же маленький, как и я"                        |
| или  |                                                         |
|      | "Я такой же маленький, как и ты"                        |

### Локус маркирования

#### В посессивной именной группе
В санти-сиссетоне существует система посессивных префиксов, присоединяющихся к существительному, выражающему объект обладания. При этом различаются неотчуждаемые (например, части тела) и отчуждаемые объекты:
| (3a) | mi-Ø-ho              |
|      | 1sg.poss-unsep-голос |
|      | "мой голос"          |
| (3b) | mi-ta-ŝuŋ´ka         |
|      | 1sg.poss-sep-собака  |
|      | "моя собака"         |

Из-за этого невозможно говорить о зависимостном маркировании, т.к. и грамматическое, и семантическое (отчуждаемость/неотчуждаемость) значения несёт в себе префикс объекта обладания; маркирование явно вершинное.
Носители санти-сиссетона избегают использования посессивных префиксов, стремясь выразить то же значение с помощью глагола. Например, один и тот же смысл может быть выражен способами (a) и (b), при этом способ (a) предпочтительнее.
| (4a) | ŝuŋ´kawakaŋ waŋ ki-Ø-te         |
|      | лошадь det 3sg.1dat-3sg-умирать |
|      | "У него умерла лошадь"          |
| (4b) | Ø-ta-ŝuŋ´kawakaŋ waŋ Ø-te       |
|      | 3sg-sep-лошадь det 3sg-умирать  |
|      | "Его лошадь умерла"             |

#### В предикации
В предикации стоит говорить о вершинном маркировании в 1 и 2 лице.
| (5a) | ma-ni          |
|      | 1sg-быть_живым |
|      | "Я жив"        |
| (5b) | ni-ni          |
|      | 2sg-быть_живым |
|      | "Ты жив"       |

В 3 лице маркирование также вершинное, хотя аффикс, маркирующий 3 лицо, - нулевой.
| (5с) | ate Ø-ni            |
|      | отец 3sg-быть_живым |
|      | "Отец жив"          |

### Тип ролевой кодировки
Тип ролевой кодировки - активный (активно-стативный). Глаголы можно условно разделить на три класса: стативные, активные непереходные и активные переходные. При этом аргумент активных непереходных маркируется так же, как и агенс при переходных, а аргумент стативных - так же, как пациенс при переходных.
| (5a) | ma-ķhata            |
|      | 1sg-чувствовать_жар |
|      | "Мне жарко"         |
| (5b) | wa-hi               |
|      | 1sg-прибывать       |
|      | "Я прибываю"        |
| (5с) | Ø-wa-kte            |
|      | 3sg-1sg-убивать     |
|      | "Я убиваю его"      |
| (5d) | ma-Ø-kte            |
|      | 1sg-3sg-убивать     |
|      | "Он убивает меня"   |

### Базовый порядок слов
Базовый порядок слов - SOV (Subject - Object - Verb).

## Особенности
В то время как множественное число одушевлённых субъектов маркируется при помощи глагольного суффикса -pi, множественное число неодушевлённых субъектов маркируется при помощи редупликации глагольного корня.

## Сокращения
- 1sg - первое лицо, единственное число
- 1pl - первое лицо, множественное число
- 2sg - второе лицо, единственное число
- 3sg - третье лицо, множественное число
- pl - множественное число
- 1pl.excl - первое лицо, множественное число, не включая слушающего
- poss - посессивность
- sep - отчуждаемость
- unsep - неотчуждаемость
- det - определённый артикль
- 1dat - т.н. "первый дательный падеж". Предмет, выраженный аргументом при глаголе, к которому присоединён этот префикс, принадлежит некоторому третьему участнику, без чьего разрешения/против чьей воли совершается действие, выражаемое глаголом. Вероятно, можно считать частным случаем малефактива.